# De Klassieker
De Klassieker is de naam waaronder in Nederland de wedstrijden tussen de mannen van de voetbalclubs Ajax en Feyenoord bekendstaan. Door de rivaliteit tussen beide clubs horen deze wedstrijden, ongeacht de stand op de ranglijst, voor hun supporters tot de belangrijkste van het jaar. World Soccer plaatste de wedstrijd in juni 2008 op de vijfde plaats in hun 50 Greatest Derbies-lijst.

## Geschiedenis
De eerste vorm van rivaliteit ontstond in de seizoenen 1917/18 en 1918/19. Onder druk van clubs uit de lagere klasse werd er een Eerste klasse B opgericht, waarvan de kampioen mocht meestrijden om het landskampioenschap. De toenmalige Eerste klasse kende een aantal oudere, elitaire voetbalclubs waaronder Ajax, Sparta, HFC, HVV en HBS. Zij wilden zich liever niet mengen met deze lagere clubs waar onder meer Feyenoord, SVV, DFC en RFC deel van uitmaakten. Deze Eerste klasse B werd al spoedig niet serieus genomen door de gevestigde elite en Margarine Eerste klasse genoemd. In deze periode kwam het nog niet tot een ontmoeting tussen Ajax en Feyenoord, maar werd de toon wel gezet tussen de oudere eliteclubs en de clubs uit de arbeidersklasse.
In 1921 promoveerde Feyenoord wel naar de Eerste klasse West. De Amsterdammers speelden sinds 1911 al in deze klasse en waren in 1918 en 1919 al landskampioen. Vanaf het seizoen 1921/22 speelden de twee clubs tegen elkaar en zo ontstond De Klassieker.
Op 9 oktober 1921 volgde de eerste ontmoeting met Ajax. Rond deze wedstrijd die gespeeld werd in Rotterdam was direct veel te doen. De wedstrijd eindigde in 2–3, maar na protest van Feyenoord is de uitslag officieel vastgesteld op 2–2. Feyenoord eindigde dat seizoen op de tweede plaats achter Blauw-Wit, maar voor Ajax met 1 punt verschil. In 1924 volgde het eerste landskampioenschap voor de Rotterdammers. Tussen beide clubs is altijd rivaliteit geweest, die waarschijnlijk voortkomt uit de rivaliteit en verschillen tussen Amsterdam en Rotterdam, de twee grootste steden van Nederland.
Het hoogste bezoekersaantal ooit bij De Klassieker was op 2 november 1969 in De Kuip in Rotterdam, het bezoekersaantal van deze wedstrijd was 65.150 toeschouwers. Feyenoord won deze wedstrijd van Ajax met 1–0. Doordat de staanplaatsen zijn weggehaald in beide 
huidige stadions wordt dit aantal niet geëvenaard. Verder staat De Klassieker bijna altijd garant voor doelpunten, want slechts twee keer werd het 0–0. Dat was op 28 oktober 1978 en op 25 januari 2015, beide keren werd deze wedstrijd in Amsterdam gespeeld. Vanaf het seizoen 2021/22 wordt er ook een vrouwelijke editie gespeeld. Deze eerste editie werd met 4-1 door Feyenoord gewonnen.

## Grootste overwinningen
Drie of meer doelpunten verschil voor:
(t=thuis, u=uit)
Ajax
- 1933: 7-1 (+6 t) (08/10)
- 1934: 1-4 (+3 u) (07/01)
- 1934: 4-0 (+4 t) (11/11)
- 1936: 3-6 (+3 u) (14/06)
- 1939: 5-0 (+5 t) (22/01)
- 1944: 3-0 (+3 t) (09/01)
- 1959: 0-5 (+5 u) (05/04)
- 1959: 4-1 (+3 t) (20/12)
- 1960: 5-1 (+4 t) (26/05)
- 1966: 5-0 (+5 t) (13/11)
- 1972: 1-5 (+4 u) (15/04)
- 1975: 6-0 (+6 t) (01/11)
- 1981: 4-1 (+3 t) (24/05)
- 1983: 8-2 (+6 t) (18/09)
- 1989: 4-1 (+3 t) (16/04)
- 1990: 0-4 (+4 u) (09/12)
- 1992: 0-3 (+3 u) (15/11)
- 1993: 0-5 (+5 u) (31/03)
- 1993: 5-2 (+3 t) (09/05)
- 1993: 0-4 (+4 u) (08/08)
- 1994: 3-0 (+3 t) (21/08)
- 1995: 4-1 (+3 t) (12/02)
- 1995: 0-5 (+5 u) (18/05)
- 1997: 3-0 (+3 t) (23/02)
- 1997: 4-0 (+4 t) (26/10)
- 1999: 6-0 (+6 t) (02/05)
- 2006: 3-0 (+3 t) (20/04)
- 2006: 0-4 (+4 u) (22/10)
- 2007: 4-1 (+3 t) (04/02)
- 2008: 3-0 (+3 t) (03/02)
- 2009: 5-1 (+4 t) (01/11)
- 2010: 1-4 (+3 u) (06/05)
- 2013: 3-0 (+3 t) (20/01)
- 2017: 1-4 (+3 u) (22/10)
- 2018: 3-0 (+3 t) (28/10)
- 2019: 0-3 (+3 u) (27/02)
- 2019: 4-0 (+4 t) (27/10)
- 2021: 0-3 (+3 u) (09/05)

Feyenoord
- 1928: 0-3 (+3 u) (09/04)
- 1931: 5-2 (+3 t) (10/05)
- 1936: 1-4 (+3 u) (19/04)
- 1937: 3-0 (+3 t) (11/04)
- 1950: 1-4 (+3 u) (19/03)
- 1956: 7-3 (+4 t) (11/11)
- 1960: 3-0 (+3 t) (22/05)
- 1960: 1-6 (+5 u) (06/06)
- 1960: 9-5 (+4 t) (28/08)
- 1964: 9-4 (+5 t) (29/11)
- 1976: 4-1 (+3 t) (04/04)
- 1979: 4-0 (+4 t) (29/09)
- 1984: 4-1 (+3 t) (26/02)
- 2019: 6-2 (+4 t) (27/01)
- 2023: 0-4 (+4 u) (24/09 0-3 na 55'; restant 27/09)
- 2024: 6-0 (+6 t) (07/04)

## Overstappers
Door de rivaliteit tussen beide clubs kan het beladen zijn als een Feyenoord-speler voor Ajax gaat spelen of omgekeerd. Niettemin hebben in de loop der jaren verschillende spelers zo'n overstap gemaakt, direct of indirect. Henk Groot en Arnold Scholten zijn de enige spelers die zowel de transfer van Ajax naar Feyenoord als Feyenoord naar Ajax hebben gemaakt en bij beide clubs in het eerste elftal zijn uitgekomen.

### Van Feyenoord naar Ajax
transfers per 1 juli, tenzij anders vermeld:
1. Henk Groot - 1965 directe transfer
2. Ruud Geels - 1974 speelde tussendoor bij een andere club
3. Jan Everse - 1977 directe transfer
4. Wim Jansen - 1980 speelde tussendoor bij een andere club, transfer per 27 november 1980
5. Jan Sørensen - 1987 speelde tussendoor bij een andere club
6. Arnold Scholten - 1995 directe transfer
7. Dean Gorré - 1997 speelde tussendoor bij een andere club
8. Richard Knopper - 1997 speelde in de jeugd van Feyenoord
9. Henk Timmer - 2002 directe huurtransfer
10. Leonardo - 2007 speelde tussendoor bij een andere club
11. Evander Sno - 2008 speelde tussendoor bij een andere club
12. Ronald Graafland - 2010 directe transfer
13. Anwar El Ghazi - 2013 speelde in de jeugd van Feyenoord
14. Noa Lang - 2016 speelde in de jeugd van Feyenoord
15. Kostas Lamprou - 2017 speelde tussendoor bij een andere club, eerder al jeugdspeler bij Ajax
16. Jurriën Timber - 2020 speelde in de jeugd van Feyenoord
17. Quinten Timber - 2020 speelde in de jeugd van Feyenoord
18. Oussama Idrissi - 2021 speelde in de jeugd van Feyenoord
19. Steven Berghuis - 2021 directe transfer

### Van Ajax naar Feyenoord
transfers per 1 juli, tenzij anders vermeld:
1. Eddy Pieters Graafland - 1958 directe transfer
2. Henk Groot - 1963 directe transfer
3. Theo van Duivenbode - 1969 directe transfer
4. René Notten - 1977 directe transfer, 1 oktober 1977
5. Johan Cruijff - 1983 directe transfer
6. Simon Tahamata - 1984 speelde tussendoor bij een andere club
7. Johnny Rep - 1984 speelde tussendoor bij een andere club
8. Keje Molenaar - 1985 speelde tussendoor bij een andere club
9. Tscheu La Ling 1985 speelde tussendoor bij een andere club
10. Martin van Geel - 1988 speelde tussendoor bij een andere club
11. Arnold Scholten - 1989 directe transfer
12. Rob Witschge - 1990 speelde tussendoor bij een andere club
13. Harvey Esajas - 1992  speelde in de jeugd van Ajax
14. John van Loen - 1993 directe transfer
15. Ronald Koeman - 1995 speelde tussendoor bij een andere club
16. Peter van Vossen - 1998 speelde tussendoor bij een andere club
17. Diego Biseswar - 2001 speelde in de jeugd van Ajax
18. Evander Sno - 2005 speelde in de jeugd van Ajax
19. Henk Timmer - 2006 speelde tussendoor bij een andere club
20. Angelos Charisteas - 2006 directe transfer
21. Tim de Cler - 2007 speelde tussendoor bij een andere club
22. Michael Mols - 2007 speelde tussendoor bij een andere club
23. Denny Landzaat - 2008 speelde tussendoor bij een andere club
24. Kostas Lamprou - 2009 speelde in de jeugd van Ajax
25. Ronald Graafland - 2011 directe transfer
26. John Goossens - 2012 speelde in de jeugd van Ajax
27. Bilal Başacıkoğlu - 2014 speelde tussendoor bij een andere club
28. Warner Hahn - 2014 speelde tussendoor bij een andere club
29. Kenneth Vermeer - 2014 directe transfer
30. Khalid Boulahrouz - 2014 speelde in de jeugd van Ajax
31. Marko Vejinović - 2015 speelde in de jeugd van Ajax
32. Jan-Arie van der Heijden - 2015 speelde tussendoor bij een andere club
33. Eljero Elia - 2015 speelde in de jeugd van Ajax
34. Ridgeciano Haps - 2017 speelde in de jeugd van Ajax
35. Yassin Ayoub - 2018 speelde in de jeugd van Ajax
36. Luciano Narsingh - 2019 speelde in de jeugd van Ajax
37. Francesco Antonucci - 2020 speelde in de jeugd van Ajax
38. Philippe Sandler - 2022 speelde in de jeugd van Ajax
39. Danilo Pereira da Silva - 2022 directe transfer
40. Javairô Dilrosun - 2022 speelde in de jeugd van Ajax
41. Oussama Idrissi - 2022 speelde tussendoor bij een andere club
42. Quinten Timber - 2022 speelde tussendoor bij een andere club
43. Neraysho Kasanwirjo - 2023 speelde tussendoor bij andere club
44. Ramiz Zerrouki - 2023 speelde in de jeugd van Ajax

### Trainers
Hans Kraay trainde Ajax in 1974/75 (juli 1974-juni 1975) en tijdens de voorbereiding op 1975/76 (juli en augustus 1975), en Feyenoord in de eerste seizoenhelft van 1982/83 (juli 1982-december 1982) en in 1988/89 (juli 1988-juni 1989).

Leo Beenhakker is bij beide clubs meerdere malen actief geweest: Ajax juli 1978-maart 1981, juli 1989-september 1991, juli 2000-juni 2003; Feyenoord juli 1976-juni 1978, juli 1997-juni 2000, 2007, juli 2009-juni 2011.

Ronald Koeman trainde Ajax tussen december 2001 en februari 2005, en tussen juli 2011 en juni 2014 trainde hij Feyenoord.

Peter Bosz speelde tussen juli 1991 en juni 1996 bij Feyenoord, was tussen juli 2006 en juni 2009 technisch manager bij Feyenoord en werd met ingang van juli 2016 aangesteld als trainer bij Ajax, waar hij tot en met juni 2017 bleef.

## Wedstrijden (vanaf 1921)
Sinds 1921 zijn er 197 (officiële) en 7 (vriendschappelijke) wedstrijden tussen Ajax en Feyenoord gespeeld. Op 9 oktober 1921 werd de eerste wedstrijd gespeeld. Deze eerste editie eindigde in een 2–2-gelijkspel.
| №   | Wedstrijd        | Seizoen | Datum             | Competitie                      | Stadion, plaats                   | Uitslag                                                                       | Scoreverloop |
| --- | ---------------- | ------- | ----------------- | ------------------------------- | --------------------------------- | ----------------------------------------------------------------------------- | --- |
| 001 | Feyenoord - Ajax | 1921/22 | 9 oktober 1921    | Eerste Klasse West              | Stadion Kromme Zandweg, Rotterdam | 2–2 1 (0–1)                                                                   | Theo Brokmann sr. (0–1), Frans Rutte (0–1), Kees Pijl (1–1), Hein Delsen (1–2), Ok Formenoij (2–2) |
| 002 | Ajax - Feyenoord | 1921/22 | 5 maart 1922      | Eerste Klasse West              | Het Houten Stadion, Amsterdam     | 2–0 (1–0)                                                                     | Hein Delsen (1–0), Ko van der Vlis (2–0) |
| 003 | Feyenoord - Ajax | 1922/23 | 29 oktober 1922   | Eerste Klasse West              | Stadion Kromme Zandweg, Rotterdam | 1–1 (1–1)                                                                     | Jaap Weber (1–0), Fons Pelser (1–1) |
| 004 | Ajax - Feyenoord | 1922/23 | 21 januari 1923   | Eerste Klasse West              | Het Houten Stadion, Amsterdam     | 0–2 (0–0)                                                                     | Adriaan Koonings (0–1), Jaap Weber (0–2) |
| 005 | Feyenoord - Ajax | 1923/24 | 20 januari 1924   | Eerste Klasse West              | Stadion Kromme Zandweg, Rotterdam | 1–3 (0–2)                                                                     | Wim Volkers (0–1), Theo Brokmann sr. (0–2), Kees van Dijke (1–2), Theo Brokmann sr. (1–3) |
| 006 | Ajax - Feyenoord | 1923/24 | 6 april 1924      | Eerste Klasse West              | Het Houten Stadion, Amsterdam     | 1–1 (1–0)                                                                     | Frans Rutte (0–1), Jaap Weber (1–1) |
| 007 | Feyenoord - Ajax | 1925/26 | 4 oktober 1925    | Eerste Klasse West II           | Stadion Kromme Zandweg, Rotterdam | 2–0 (1–0)                                                                     | Adriaan Koonings (1–0), Jan van Rikxoort (2–0) |
| 008 | Ajax - Feyenoord | 1925/26 | 7 februari 1926   | Eerste Klasse West II           | Het Houten Stadion, Amsterdam     | 2–2 (0–1)                                                                     | Kees Pijl (0–1), Kees Pijl (0–2), Frans Rutte (1–2), Frans Rutte (2–2) |
| 009 | Ajax - Feyenoord | 1926/27 | 27 maart 1927     | Kampioenscompetitie             | Het Houten Stadion, Amsterdam     | 0–2 (0–1)                                                                     | Jaap Barendregt (0–1), Jaap Barendregt (0–2) |
| 010 | Feyenoord - Ajax | 1926/27 | 22 mei 1927       | Kampioenscompetitie             | Stadion Kromme Zandweg, Rotterdam | 2–3 (1–3)                                                                     | Adriaan Koonings (E.D.) (0–1), Henk Twelker (0–2), Wout Iseger (0–3), Kees Pijl (1–3), Adriaan Koonings (2–3) |
| 011 | Feyenoord - Ajax | 1927/28 | 8 april 1928      | Kampioenscompetitie             | Stadion Kromme Zandweg, Rotterdam | 1–0 (0–0)                                                                     | Jaap Barendregt (1–0) |
| 012 | Ajax - Feyenoord | 1927/28 | 9 april 1928      | Kampioenscompetitie             | Het Houten Stadion, Amsterdam     | 0–3 (0–2)                                                                     | Frans Heusdens (0–1), Jaap Barendregt (0–2), Puck van Heel (0–3) |
| 013 | Ajax - Feyenoord | 1929/30 | 4 juni 1930       | Beker                           | Olympisch Stadion, Amsterdam      | 1–2 (0–0)                                                                     | Kees van Dijke (0–1), Toon Duijnhouwer (0–2), Piet Strijbosch (1–2) |
| 014 | Feyenoord - Ajax | 1930/31 | 10 mei 1931       | Kampioenscompetitie             | Stadion Kromme Zandweg, Rotterdam | 5–2 (2–1)                                                                     | Piet van Reenen (1–0), Toon Duijnhouwer (1–1), Wim Groenendijk (2–1), Jaap Barendregt (3–1), Dolf van Kol (3–2), Toon Duijnhouwer (4–2), Jaap Barendregt (5–2) |
| 015 | Ajax - Feyenoord | 1930/31 | 3 juni 1931       | Kampioenscompetitie             | Olympisch Stadion, Amsterdam      | 2–2 (1–0)                                                                     | Piet van Reenen (1–0), Wim Groenendijk (1–1), Piet van Reenen (2–1), Wim Groenendijk (2–2) |
| 016 | Feyenoord - Ajax | 1931/32 | 1 mei 1932        | Kampioenscompetitie             | Het Kasteel, Rotterdam            | 2–4 (1–2)                                                                     | Piet Burg (1–0), Piet van Reenen (1–1), Piet van Reenen (1–2), Piet van Reenen (1–3), Bas Paauwe (2–3), Janus Bul (E.D.) (2–4) |
| 017 | Ajax - Feyenoord | 1931/32 | 5 mei 1932        | Kampioenscompetitie             | Olympisch Stadion, Amsterdam      | 1–3 (0–1)                                                                     | Wim Groenendijk (0–1), Henk Mulders (1–1), Wim van Heijzen (1–2), Piet Burg (1–3) |
| 018 | Ajax - Feyenoord | 1933/34 | 8 oktober 1933    | Eerste Klasse West I            | Het Houten Stadion, Amsterdam     | 7–1 (3–0)                                                                     | Wim Volkers (1–0), Piet Oudendijk (2–0), Piet Oudendijk (3–0), Manus Vrauwdeunt (3–1), Erwin van Wijngaarden (4–1), Piet Oudendijk (5–1), Erwin van Wijngaarden (6–1), Piet Oudendijk (7–1) |
| 019 | Feyenoord - Ajax | 1933/34 | 7 januari 1934    | Eerste Klasse West I            | Stadion Kromme Zandweg, Rotterdam | 1–4 (0–2)                                                                     | Henk Mulders (0–1), Wim Volkers (0–2), Piet Burg (1–2), Piet van Reenen (1–3), Piet van Reenen (1–4) |
| 020 | Ajax - Feyenoord | 1934/35 | 11 november 1934  | Eerste Klasse West I            | Het Houten Stadion, Amsterdam     | 4–0 (0–0)                                                                     | Bob ten Have (1–0), Bob ten Have (2–0), Bob ten Have (3–0), Johnny Roeg (4–0) |
| 021 | Feyenoord - Ajax | 1934/35 | 10 maart 1935     | Eerste Klasse West I            | Stadion Kromme Zandweg, Rotterdam | 2–4 (1–2)                                                                     | Wim Groenendijk (1–0), Piet van Reenen (1–1), Johnny Roeg (1–2), Piet van Reenen (1–3), Henk Mulders (1–4), Marinus de Vries (2–4) |
| 022 | Ajax – Feyenoord | 1935    | 20 oktober 1935   | Vriendschappelijk               | Stadion De Meer, Amsterdam        | 0–1 (0–1)                                                                     | Puck van Heel (0–1) |
| 023 | Ajax – Feyenoord | 1935/36 | 19 april 1936     | Kampioenscompetitie             | Stadion De Meer, Amsterdam        | 1–4 (1–1)                                                                     | Piet Burg (0–1), Piet van Deijck (1–1), Jaap Barendregt (1–2), Jan Linssen (1–3), Jan Linssen (1–4) |
| 024 | Feyenoord - Ajax | 1935/36 | 14 juni 1936      | Kampioenscompetitie             | Stadion Kromme Zandweg, Rotterdam | 3–6 (2–3)                                                                     | Jan Stam (0–1), Erwin van Wijngaarden (0–2), Erwin van Wijngaarden (0–3), Jaap Barendregt (1–3), Jaap Barendregt (2–3), Piet van Reenen (2–4), Jan Stam (2–5), Piet Kantebeen (3–5), Jan Gerritsen (3–6)                                                                                         |
| 025 | Feyenoord - Ajax | 1936/37 | 11 april 1937     | Kampioenscompetitie             | Stadion Kromme Zandweg, Rotterdam | 3–0 (1–0)                                                                     | Bas Paauwe (1–0), Leen Vente (2–0), Piet Kantebeen (3–0) |
| 026 | Ajax - Feyenoord | 1936/37 | 23 mei 1937       | Kampioenscompetitie             | Stadion De Meer, Amsterdam        | 2–0 (0–0)                                                                     | Piet van Reenen (1–0), Jan Stam (2–0) |
| 027 | Feyenoord - Ajax | 1938/39 | 2 oktober 1938    | Eerste Klasse West I            | De Kuip, Rotterdam                | 1–0 (0–0)                                                                     | Leen Vente (1–0) |
| 028 | Ajax - Feyenoord | 1938/39 | 22 januari 1939   | Eerste Klasse West I            | Stadion De Meer, Amsterdam        | 5–0 (2–0)                                                                     | Rinus Bijl (1–0), Erwin van Wijngaarden (2–0), Rinus Bijl (3–0), Erwin van Wijngaarden (4–0), Gerrit Fischer (5–0) |
| 029 | Ajax - Feyenoord | 1941/42 | 12 oktober 1941   | Eerste Klasse West I            | Stadion De Meer, Amsterdam        | 2–1 (1–1)                                                                     | Rinus Burg (1–0), Piet van Reenen (1–1), Erwin van Wijngaarden (2–1) |
| 030 | Feyenoord - Ajax | 1941/42 | 21 december 1941  | Eerste Klasse West I            | De Kuip, Rotterdam                | 2–0 (0–0)                                                                     | Bas Paauwe (1–0), Cor van Wijngaarden (2–0) |
| 031 | Ajax - Feyenoord | 1942/43 | 27 september 1942 | Eerste Klasse West II           | Stadion De Meer, Amsterdam        | 2–3 (1–0)                                                                     | Jany van der Veen (1–0), Chris Ackerman (2–0), Jan Bens (2–1), Gerard Kuppen (2–2), Manus Vrauwdeunt (2–3) |
| 032 | Feyenoord - Ajax | 1942/43 | 6 december 1942   | Eerste Klasse West II           | De Kuip, Rotterdam                | 2–0 (1–0)                                                                     | Manus Vrauwdeunt (1–0), Jan Bens (2–0) |
| 033 | Feyenoord - Ajax | 1943/44 | 10 oktober 1943   | Eerste Klasse West II           | Stadion Kromme Zandweg, Rotterdam | 2–1 (1–0)                                                                     | Jan Linssen (1–0), Gerrit Fischer (of Karel Kraamwinkel) (1–1), Jan Bens (2–1) |
| 034 | Ajax - Feyenoord | 1943/44 | 9 januari 1944    | Eerste Klasse West II           | Stadion De Meer, Amsterdam        | 3–0 (1–0)                                                                     | Theo Brokmann jr. (1–0), Gerrit Fischer (2–0), Guus Dräger (3–0) |
| 035 | Feyenoord - Ajax | 1945    | 28 juli 1945      | Vriendschappelijk               | De Kuip, Rotterdam                | 1–3 (1–2)                                                                     | Henk van der Linden (0–1), Manus Vrauwdeunt (1–1), Gerard Draaijer (1–2), Gerrit Fischer (1–3) |
| 036 | Feyenoord - Ajax | 1945/46 | 10 november 1946  | Eerste Klasse West I            | De Kuip, Rotterdam                | 5–3 (2–2)                                                                     | Cor de Jong (1–0), Theo Brokmann jr. (1–1), Wim van Kilsdonk (2–1), Rinus Michels (2–2), Wim van Kilsdonk (3–2), Jan Linssen (4–2), Cor de Jong (5–2), Gerrit Fischer (5–3) |
| 037 | Ajax - Feyenoord | 1945/46 | 11 mei 1947       | Eerste Klasse West I            | Stadion De Meer, Amsterdam        | 1–1 (0–0)                                                                     | Theo Brokmann jr. (1–0), Jan Linssen (1–1) |
| 038 | Feyenoord - Ajax | 1950    | 5 maart 1950      | Vriendschappelijk               | De Kuip, Rotterdam                | 2–2 (1–2)                                                                     | Hans van der Hoek (1–0), Theo Brokmann jr. (1–1), Rinus Michels (1–2), Jan Linssen (2–2) |
| 039 | Ajax – Feyenoord | 1950    | 19 maart 1950     | Vriendschappelijk               | Stadion De Meer, Amsterdam        | 1–4 (1–2)                                                                     | Rinus Michels (1–0), Jan Linssen (1–1), Harry Broeders (1–2), Jan Linssen (1–3), Joep Brandes (1–4) |
| 040 | Ajax – Feyenoord | 1951    | 5 mei 1951        | Vriendschappelijk               | Sportpark Nadorst, Middelburg     | 2–2 2 (0–2)                                                                   | Herman van den Engel (0–1), Herman van den Engel (0–2), Eef Westers (1–2), Jan Los (2–2) |
| 041 | Feyenoord - Ajax | 1952    | 1 maart 1952      | Vriendschappelijk               | De Kuip, Rotterdam                | 2–1 (–)                                                                       | |
| 042 | Feyenoord - Ajax | 1955    | 14 augustus 1955  | Vriendschappelijk               | De Kuip, Rotterdam                | 3–3 (0–2)                                                                     | Piet van der Kuil (0–1), Piet van der Kuil (0–2), (0–3), Gerard van de Korput (1–3), Nico de Bruijn (2–3), Tinus Bosselaar (3–3) |
| 043 | Feyenoord - Ajax | 1956/57 | 11 november 1956  | Eredivisie                      | De Kuip, Rotterdam                | 7–3 (5–0)                                                                     | Daan den Bleijker (1–0), Daan den Bleijker (2–0), Cor van der Gijp (3–0), Daan den Bleijker (4–0), Cor van der Gijp (5–0), Wim Bleijenberg (5–1), Henk Schouten (6–1), Daan den Bleijker (7–1), Rinus Michels (7–2), Piet Ouderland (7–3)                                                        |
| 044 | Ajax – Feyenoord | 1956/57 | 17 maart 1957     | Eredivisie                      | Stadion De Meer, Amsterdam        | 1–0 (0–0)                                                                     | Willy Schmidt (1–0) |
| 045 | Ajax – Feyenoord | 1957/58 | 13 oktober 1957   | Eredivisie                      | Stadion De Meer, Amsterdam        | 1–2 (1–1)                                                                     | Cor van der Gijp (0–1), Loek den Edel (1–1), Daan den Bleijker (1–2) |
| 046 | Feyenoord – Ajax | 1957/58 | 30 maart 1958     | Eredivisie                      | De Kuip, Rotterdam                | 2–3 (1–1)                                                                     | Cor van der Gijp (1–0), Sjaak Swart (1–1), Willy Schmidt (1–2), Cor van der Gijp (2–2), Wim Bleijenberg (2–3) |
| 047 | Ajax – Feyenoord | 1958/59 | 9 november 1958   | Eredivisie                      | Stadion De Meer, Amsterdam        | 3–1 (3–0)                                                                     | Wim Bleijenberg (1–0), Piet van der Kuil (2–0), Piet van der Kuil (3–0), Cor van der Gijp (3–1) |
| 048 | Feyenoord – Ajax | 1958/59 | 5 april 1959      | Eredivisie                      | De Kuip, Rotterdam                | 0–5 (0–1)                                                                     | Guus van Ham (0–1), Guus van Ham (0–2), Bennie Muller (0–3), Jan Seelen (0–4), Guus van Ham (0–5) |
| 049 | Ajax – Feyenoord | 1959/60 | 20 december 1959  | Eredivisie                      | Stadion De Meer, Amsterdam        | 4–1 (3–1)                                                                     | Cor van der Gijp (0–1), Sjaak Swart (1–1), Sjaak Swart (2–1), Henk Groot (3–1), Henk Groot (4–1) |
| 050 | Feyenoord – Ajax | 1959/60 | 22 mei 1960       | Eredivisie                      | De Kuip, Rotterdam                | 3–0 (1–0)                                                                     | Kees Rijvers (1–0), Cor van der Gijp (2–0), Henk Schouten (3–0) |
| 051 | Ajax – Feyenoord | 1959/60 | 26 mei 1960       | Beslissingswedstrijd Eredivisie | Olympisch Stadion, Amsterdam      | 5–1 2 (0–1)                                                                   | Reinier Kreijermaat (0–1), Wim Bleijenberg (1–1), Henk Groot (2–1), Sjaak Swart (3–1), Wim Bleijenberg (4–1), Wim Bleijenberg (5–1) |
| 052 | Ajax – Feyenoord | 1959/60 | 6 juni 1960       | Plaatsing Europa Cup            | Stadion De Meer, Amsterdam        | 1–6 (0–3)                                                                     | Henk Schouten (0–1), Rinus Bennaars (0–2), Riny van Woerden (0–3), Coen Moulijn (0–4), Sjaak Swart (1–4), Riny van Woerden (1–5), Riny van Woerden (1–6) |
| 053 | Feyenoord – Ajax | 1959/60 | 18 juni 1960      | Plaatsing Europa Cup            | De Kuip, Rotterdam                | 4–2 (2–1)                                                                     | Rinus Bennaars (1–0), Coen Moulijn (2–0), Bob Westra (2–1), Kees Rijvers (3–1), Sjaak Swart (3–2), Cor van der Gijp (4–2) |
| 054 | Feyenoord – Ajax | 1960/61 | 28 augustus 1960  | Eredivisie                      | De Kuip, Rotterdam                | 9–5 (5–2)                                                                     | Henk Schouten (1–0), Rinus Bennaars (2–0), Cees Groot (2–1), Cor van der Gijp (3–1), Henk Schouten (4–1), Henk Schouten (5–1), Henk Groot (5–2), Coen Moulijn (6–2), Cor van der Gijp (7–2), Frans Bouwmeester (8–2), Henk Groot (8–3), Henk Schouten (9–3), Cees Groot (9–4), Sjaak Swart (9–5) |
| 055 | Ajax – Feyenoord | 1960/61 | 5 februari 1961   | Eredivisie                      | Stadion De Meer, Amsterdam        | 0–1 (0–0)                                                                     | Rinus Bennaars (0–1) |
| 056 | Ajax – Feyenoord | 1961/62 | 15 oktober 1961   | Eredivisie                      | Stadion De Meer, Amsterdam        | 1–3 (0–2)                                                                     | Coen Moulijn (0–1), Werner Schaaphok (E.D.) (0–2), Cor Veldhoen (E.D.) (1–2), Cor van der Gijp (1–3) |
| 057 | Feyenoord – Ajax | 1961/62 | 18 maart 1962     | Eredivisie                      | De Kuip, Rotterdam                | 1–2 (1–2)                                                                     | Bennie Muller (0–1), Piet Keizer (0–2), Gerard Bergholtz (1–2) |
| 058 | Ajax – Feyenoord | 1961/62 | 26 april 1962     | Intertoto Cup (finale)          | Olympisch Stadion, Amsterdam      | 4–2 2 (2–2)                                                                   | Cees Groot (1–0), Frans Bouwmeester (1–1), Henk Groot (2–1), Cor van der Gijp (2–2), Henk Groot (3–2), Cees Groot (4–2) |
| 059 | Feyenoord – Ajax | 1962/63 | 2 september 1962  | Eredivisie                      | De Kuip, Rotterdam                | 1–1 (1–0)                                                                     | Rinus Bennaars (1–0), Henk Groot (1–1) |
| 060 | Ajax – Feyenoord | 1962/63 | 24 maart 1963     | Eredivisie                      | Stadion De Meer, Amsterdam        | 1–3 (1–0)                                                                     | Henk Groot (1–0), Cor van der Gijp (1–1), Piet Kruiver (1–2), Reinier Kreijermaat (1–3) |
| 061 | Feyenoord – Ajax | 1963/64 | 22 september 1963 | Eredivisie                      | De Kuip, Rotterdam                | 1–1 (1–1)                                                                     | Frans Bouwmeester (1–0), Sjaak Swart (1–1) |
| 062 | Ajax – Feyenoord | 1963/64 | 16 februari 1964  | Eredivisie                      | Stadion De Meer, Amsterdam        | 1–1 (1–0)                                                                     | Sjaak Swart (0–1), Gerard Bergholtz (1–1) |
| 063 | Feyenoord – Ajax | 1964/65 | 29 november 1964  | Eredivisie                      | De Kuip, Rotterdam                | 9–4 (0–0)                                                                     | Siem Tijm (0–1), Piet Kruiver (1–1), Siem Tijm (1–2), Hans Venneker (2–2), Henk Groot (3–2), Hans Venneker (4–2), Hans Venneker (5–2), Sjaak Swart (5–3), Frans Bouwmeester (6–3), Hans Venneker (7–3), Frans Bouwmeester (8–3), Klaas Nuninga (8–4), Hans Venneker (9–4)                        |
| 064 | Ajax – Feyenoord | 1964/65 | 19 april 1965     | Eredivisie                      | Stadion De Meer, Amsterdam        | 1–1 (0–0)                                                                     | Henk Groot (0–1), Sjaak Swart (1–1) |
| 065 | Feyenoord – Ajax | 1965/66 | 9 januari 1966    | Eredivisie                      | De Kuip, Rotterdam                | 1–1 (0–0)                                                                     | Henny Weering (1–0), Johan Cruijff (1–1) |
| 066 | Ajax – Feyenoord | 1965/66 | 18 mei 1966       | Eredivisie                      | Stadion De Meer, Amsterdam        | 2–0 (2–0)                                                                     | Klaas Nuninga (1–0), Johan Cruijff (2–0) |
| 067 | Ajax – Feyenoord | 1966/67 | 13 november 1966  | Eredivisie                      | Stadion De Meer, Amsterdam        | 5–0 (1–0)                                                                     | Klaas Nuninga (1–0), Sjaak Swart (2–0), Sjaak Swart (3–0), Johan Cruijff (4–0), Johan Cruijff (5–0) |
| 068 | Feyenoord – Ajax | 1966/67 | 27 maart 1967     | Eredivisie                      | De Kuip, Rotterdam                | 1–1 (0–1)                                                                     | Sjaak Swart (0–1), Coen Moulijn (1–1) |
| 069 | Ajax – Feyenoord | 1966/67 | 2 april 1967      | Beker                           | Stadion De Meer, Amsterdam        | 3–1 (3–0)                                                                     | Klaas Nuninga (1–0), Piet Keizer (2–0), Johan Cruijff (3–0), Thijs Libregts (3–1) |
| 070 | Feyenoord – Ajax | 1967/68 | 3 september 1967  | Eredivisie                      | De Kuip, Rotterdam                | 1–0 (0–0)                                                                     | Ruud Geels (1–0) |
| 071 | Ajax – Feyenoord | 1967/68 | 21 januari 1968   | Eredivisie                      | Olympisch Stadion, Amsterdam      | – (–)                                                                         | Paja Samardžić (0–1), Sjaak Swart (1–1) De wedstrijd werd na 30 minuten gestaakt vanwege dichte mist, hierdoor werd deze wedstrijd op 10 maart 1968 in zijn geheel overgespeeld. |
| 071 | Ajax – Feyenoord | 1967/68 | 10 maart 1968     | Eredivisie                      | Stadion De Meer, Amsterdam        | 1–0 (0–0)                                                                     | Ruud Suurendonk (1–0) |
| 072 | Ajax – Feyenoord | 1968/69 | 17 november 1968  | Eredivisie                      | Stadion De Meer, Amsterdam        | 0–1 (0–0)                                                                     | Henk Wery (0–1) |
| 073 | Ajax – Feyenoord | 1968/69 | 9 maart 1969      | Beker                           | Stadion De Meer, Amsterdam        | 1–2 (1–2)                                                                     | Ove Kindvall (0–1), Ton Pronk (1–1), Ove Kindvall (1–2) |
| 074 | Feyenoord – Ajax | 1968/69 | 20 april 1969     | Eredivisie                      | De Kuip, Rotterdam                | 1–1 (1–0)                                                                     | Wim Jansen (1–0), Sjaak Swart (1–1) |
| 075 | Feyenoord – Ajax | 1969/70 | 2 november 1969   | Eredivisie                      | De Kuip, Rotterdam                | 1–0 (0–0)                                                                     | Theo van Duivenbode (1–0) |
| 076 | Ajax – Feyenoord | 1969/70 | 26 april 1970     | Eredivisie                      | Stadion De Meer, Amsterdam        | 3–3 (1–2)                                                                     | Ove Kindvall (0–1), Sjaak Swart (1–1), Franz Hasil (1–2), Henk Wery (1–3), Johan Cruijff (2–3), Wim Suurbier (3–3) |
| 077 | Feyenoord – Ajax | 1970/71 | 20 december 1970  | Eredivisie                      | De Kuip, Rotterdam                | 1–1 (0–1)                                                                     | Nico Rijnders (0–1), Franz Hasil (1–1) |
| 078 | Feyenoord – Ajax | 1970/71 | 7 april 1971      | Beker                           | De Kuip, Rotterdam                | 1–2 (1–0)                                                                     | Wim Jansen (1–0), Sjaak Swart (1–1), Dick van Dijk (1–2) |
| 079 | Ajax – Feyenoord | 1970/71 | 27 mei 1971       | Eredivisie                      | Olympisch Stadion, Amsterdam      | 1–3 (1–0)                                                                     | Piet Keizer (1–0), Ove Kindvall (1–1), Dick Schneider (1–2), Dick Schneider (1–3) |
| 080 | Ajax – Feyenoord | 1971/72 | 7 november 1971   | Eredivisie                      | Stadion De Meer, Amsterdam        | 2–1 (0–0)                                                                     | Sjaak Swart (1–0), Rinus Israël (E.D.) (2–0), Rinus Israël (2–1) |
| 081 | Feyenoord – Ajax | 1971/72 | 15 april 1972     | Eredivisie                      | De Kuip, Rotterdam                | 1–5 (1–3)                                                                     | Arie Haan (0–1), Gerrie Mühren (0–2), Hans Posthumus (1–2), Johan Cruijff (1–3), Johan Cruijff (1–4), Piet Keizer (1–5) |
| 082 | Feyenoord – Ajax | 1972/73 | 17 september 1972 | Eredivisie                      | De Kuip, Rotterdam                | 2–0 (0–0)                                                                     | Theo de Jong (1–0), Theo de Jong (2–0) |
| 083 | Ajax – Feyenoord | 1972/73 | 3 maart 1973      | Eredivisie                      | Olympisch Stadion, Amsterdam      | 2–1 (2–0)                                                                     | Johnny Rep (1–0), Johnny Rep (2–0), Lex Schoenmaker (2–1) |
| 084 | Ajax – Feyenoord | 1973/74 | 23 september 1973 | Eredivisie                      | Olympisch Stadion, Amsterdam      | 2–1 (0–1)                                                                     | Henk Wery (0–1), Gerrie Mühren (1–1), Arnold Mühren (2–1) |
| 085 | Feyenoord – Ajax | 1973/74 | 17 februari 1974  | Eredivisie                      | De Kuip, Rotterdam                | 2–2 (1–0)                                                                     | Theo de Jong (1–0), Jan Mulder (1–1), Gerrie Mühren (1–2), Lex Schoenmaker (2–2) |
| 086 | Feyenoord – Ajax | 1974/75 | 27 oktober 1974   | Eredivisie                      | De Kuip, Rotterdam                | 2–1 (1–0)                                                                     | Dick Schneider (1–0), Ruud Geels (1–1), Peter Ressel (2–1) |
| 087 | Ajax – Feyenoord | 1974/75 | 9 maart 1975      | Eredivisie                      | Olympisch Stadion, Amsterdam      | 0–1 (0–1)                                                                     | Willem van Hanegem (0–1) |
| 088 | Ajax – Feyenoord | 1975/76 | 1 november 1975   | Eredivisie                      | Olympisch Stadion, Amsterdam      | 6–0 (1–0)                                                                     | Ruud Geels (1–0), Arno Steffenhagen (2–0), Ruud Geels (3–0), Ruud Geels (4–0), Ruud Geels (5–0), Ruud Geels (6–0) |
| 089 | Feyenoord – Ajax | 1975/76 | 4 april 1976      | Eredivisie                      | De Kuip, Rotterdam                | 4–1 (1–1)                                                                     | Ruud Geels (0–1), Martien Vreijsen (1–1), Nico Jansen (2–1), Martien Vreijsen (3–1), Nico Jansen (4–1) |
| 090 | Feyenoord – Ajax | 1976/77 | 14 november 1976  | Eredivisie                      | De Kuip, Rotterdam                | 1–1 (1–1)                                                                     | Theo de Jong (1–0), Johnny Dusbaba (1–1) |
| 091 | Ajax – Feyenoord | 1976/77 | 24 april 1977     | Eredivisie                      | Olympisch Stadion, Amsterdam      | 2–1 (0–0)                                                                     | Ruud Geels (1–0), Ruud Geels (2–0), Jan van Deinsen (2–1) |
| 092 | Ajax – Feyenoord | 1977/78 | 4 september 1977  | Eredivisie                      | Olympisch Stadion, Amsterdam      | 2–2 (0–0)                                                                     | Keesjan Snoeck (0–1), Dick Schoenaker (1–1), Harry Melis (1–2), René Notten (2–2) |
| 093 | Feyenoord – Ajax | 1977/78 | 12 februari 1978  | Eredivisie                      | De Kuip, Rotterdam                | 1–1 (1–0)                                                                     | Gerard van der Lem (1–0), Ruud Geels (1–1) |
| 094 | Ajax – Feyenoord | 1978/79 | 28 oktober 1978   | Eredivisie                      | Stadion De Meer, Amsterdam        | 0–0 (0–0)                                                                     | |
| 095 | Feyenoord – Ajax | 1978/79 | 29 april 1979     | Eredivisie                      | De Kuip, Rotterdam                | 1–1 (1–0)                                                                     | Jan Peters (1–0), Dick Schoenaker (1–1) |
| 096 | Feyenoord – Ajax | 1979/80 | 29 september 1979 | Eredivisie                      | De Kuip, Rotterdam                | 4–0 (3–0)                                                                     | Gerard van der Lem (1–0), Jan Peters (2–0), Pétur Pétursson (3–0), Jan Peters (4–0) |
| 097 | Ajax – Feyenoord | 1979/80 | 9 maart 1980      | Eredivisie                      | Olympisch Stadion, Amsterdam      | 1–1 (1–0)                                                                     | Dick Schoenaker (1–0), André Stafleu (1–1) |
| 098 | Feyenoord – Ajax | 1979/80 | 17 mei 1980       | Beker (finale)                  | De Kuip, Rotterdam                | 3–1 2 (1–1)                                                                   | Frank Arnesen (0–1), Pétur Pétursson (1–1), Carlo de Leeuw (2–1), Pétur Pétursson (3–1) |
| 099 | Feyenoord – Ajax | 1980/81 | 7 december 1980   | Eredivisie                      | De Kuip, Rotterdam                | 4–2 (2–0)                                                                     | Richard Budding (1–0), Pierre Vermeulen (2–0), Wim Kieft (2–1), Richard Budding (3–1), Jan Peters (4–1), Piet Hamberg (4–2) |
| 100 | Ajax – Feyenoord | 1980/81 | 24 mei 1981       | Eredivisie                      | Stadion De Meer, Amsterdam        | 4–1 (1–0)                                                                     | Tscheu La Ling (1–0), Karel Bouwens (1–1), Tscheu La Ling (2–1), Frank Arnesen (3–1), Wim Kieft (4–1) |
| 101 | Ajax – Feyenoord | 1981/82 | 19 augustus 1981  | Eredivisie                      | Olympisch Stadion, Amsterdam      | 1–1 (1–0)                                                                     | Wim Kieft (1–0), Jan van Deinsen (1–1) |
| 102 | Feyenoord – Ajax | 1981/82 | 31 januari 1982   | Eredivisie                      | De Kuip, Rotterdam                | 2–2 (0–1)                                                                     | Gerald Vanenburg (0–1), Andrej Jeliazkov (1–1), Wim Kieft (1–2), Andrej Jeliazkov (2–2) |
| 103 | Feyenoord – Ajax | 1982/83 | 28 november 1982  | Eredivisie                      | De Kuip, Rotterdam                | 2–2 (1–0)                                                                     | Gerald Vanenburg (0–1), Michel Valke (1–1), Jesper Olsen (1–2), Peter Houtman (2–2) |
| 104 | Ajax – Feyenoord | 1982/83 | 1 mei 1983        | Eredivisie                      | Olympisch Stadion, Amsterdam      | 3–3 (2–2)                                                                     | Peter Houtman (0–1), Søren Lerby (1–1), Gerald Vanenburg (2–1), Peter Houtman (2–2) Wim Kieft (3–2) Andrej Jeliazkov (3–3) |
| 105 | Ajax – Feyenoord | 1983/84 | 18 september 1983 | Eredivisie                      | Olympisch Stadion, Amsterdam      | 8–2 (3–2)                                                                     | Jesper Olsen (1–0), Marco van Basten (2–0), Peter Boeve (3–0), Ruud Gullit (3–1), Henk Duut (3–2), Keje Molenaar (4–2), Ronald Koeman (5–2), Marco van Basten (6–2), Jesper Olsen (7–2), Marco van Basten (8–2)                                                                                  |
| 106 | Ajax – Feyenoord | 1983/84 | 1 februari 1984   | Beker                           | Stadion De Meer, Amsterdam        | 2–2 (0–1)                                                                     | Peter Houtman (0–1), Frank Rijkaard (1–1), Ruud Gullit (1–2), Marco van Basten (2–2) |
| 107 | Feyenoord – Ajax | 1983/84 | 15 februari 1984  | Beker                           | De Kuip, Rotterdam                | 2–1 (1–0) (na verlenging)                                                     | Peter Houtman (1–0), Marco van Basten (1–1), Peter Houtman (2–1) |
| 108 | Feyenoord – Ajax | 1983/84 | 26 februari 1984  | Eredivisie                      | De Kuip, Rotterdam                | 4–1 (2–0)                                                                     | Ruud Gullit (1–0), Johan Cruijff (2–0), Jan Mølby (2–1), André Hoekstra (3–1), Henk Duut (4–1) |
| 109 | Feyenoord – Ajax | 1984/85 | 25 november 1984  | Eredivisie                      | De Kuip, Rotterdam                | 1–3 (1–1)                                                                     | John Bosman (0–1), Mario Been (1–1), Gerald Vanenburg (1–2), Marco van Basten (1–3) |
| 110 | Ajax – Feyenoord | 1984/85 | 19 mei 1985       | Eredivisie                      | Olympisch Stadion, Amsterdam      | 4–2 (1–1)                                                                     | Frank Rijkaard (1–0), Peter Houtman (1–1), Henk Duut (1–2), Frank Rijkaard (2–2), Dick Schoenaker (3–2), Marco van Basten (4–2) |
| 111 | Ajax – Feyenoord | 1985/86 | 6 oktober 1985    | Eredivisie                      | Olympisch Stadion, Amsterdam      | 1–2 (0–0)                                                                     | Gerald Vanenburg (1–0), Henk Duut (1–1), Jan Sørensen (1–2) |
| 112 | Feyenoord – Ajax | 1985/86 | 31 maart 1986     | Eredivisie                      | De Kuip, Rotterdam                | 3–1 (1–0)                                                                     | Keje Molenaar (1–0), André Hoekstra (2–0), André Hoekstra (3–0), Rob Rijnink (3–1) |
| 113 | Feyenoord – Ajax | 1986/87 | 2 november 1986   | Eredivisie                      | De Kuip, Rotterdam                | 2–3 (1–2)                                                                     | Rob Witschge (0–1), Mario Been (1–1), Marco van Basten (1–2), Peter Barendse (2–2), Rob Witschge (2–3) |
| 114 | Ajax – Feyenoord | 1986/87 | 17 mei 1987       | Eredivisie                      | Olympisch Stadion, Amsterdam      | 1–3 (0–1)                                                                     | René Hofman (0–1), Aron Winter (E.D.) (0–2), Marco van Basten (1–2), Mario Been (1–3) |
| 115 | Ajax – Feyenoord | 1987/88 | 1 november 1987   | Eredivisie                      | Stadion De Meer, Amsterdam        | 3–1 (1–0)                                                                     | John Bosman (1–0), John van 't Schip (2–0), Aron Winter (3–0), René Hofman (3–1) |
| 116 | Feyenoord – Ajax | 1987/88 | 24 april 1988     | Eredivisie                      | De Kuip, Rotterdam                | 1–3 (1–1)                                                                     | Arnold Mühren (0–1), André Hoekstra (1–1), Henny Meijer (1–2), John Bosman (1–3) |
| 117 | Feyenoord – Ajax | 1988/89 | 13 november 1988  | Eredivisie                      | De Kuip, Rotterdam                | 1–2 (0–0)                                                                     | Dennis Bergkamp (0–1), Bryan Roy (0–2), Martin van Geel (1–2) |
| 118 | Ajax – Feyenoord | 1988/89 | 16 april 1989     | Eredivisie                      | Olympisch Stadion, Amsterdam      | 4–1 (0–1)                                                                     | Jimmy Simons (0–1), Wim Jonk (1–1), Bryan Roy (2–1), Rob Witschge (3–1), Frank de Boer (4–1) |
| 119 | Ajax – Feyenoord | 1989/90 | 22 oktober 1989   | Eredivisie                      | Stadion De Meer, Amsterdam        | 1–1 (1–1)                                                                     | Jan Wouters (1–0), Włodzimierz Smolarek (1–1) |
| 120 | Feyenoord – Ajax | 1989/90 | 1 april 1990      | Eredivisie                      | De Kuip, Rotterdam                | 0–1 (0–0)                                                                     | Dennis Bergkamp (0–1) |
| 121 | Feyenoord – Ajax | 1990/91 | 9 december 1990   | Eredivisie                      | De Kuip, Rotterdam                | 0–4 (0–3)                                                                     | Henk Fraser (E.D.) (0–1), Dennis Bergkamp (0–2), Jan Wouters (0–3), Dennis Bergkamp (0–4) |
| 122 | Ajax – Feyenoord | 1990/91 | 20 mei 1991       | Eredivisie                      | Olympisch Stadion, Amsterdam      | 2–0 (0–0)                                                                     | Aron Winter (1–0), John van 't Schip (2–0) |
| 123 | Feyenoord – Ajax | 1991/92 | 17 november 1991  | Eredivisie                      | De Kuip, Rotterdam                | 2–0 (1–0)                                                                     | Marian Damaschin (1–0), Gaston Taument (2–0) |
| 124 | Ajax – Feyenoord | 1991/92 | 22 december 1991  | Eredivisie                      | Olympisch Stadion, Amsterdam      | 3–1 (1–0)                                                                     | Wim Jonk (1–0), Stefan Pettersson (2–0), John van Loen (3–0), József Kiprich (3–1) |
| 125 | Feyenoord – Ajax | 1991/92 | 8 maart 1992      | Beker                           | De Kuip, Rotterdam                | 1–0 (0–0)                                                                     | Rob Witschge (1–0) |
| 126 | Feyenoord – Ajax | 1992/93 | 15 november 1992  | Eredivisie                      | De Kuip, Rotterdam                | 0–3 (0–0)                                                                     | Edgar Davids (0–1), Stefan Pettersson (0–2), Marc Overmars (0–3) |
| 127 | Feyenoord – Ajax | 1992/93 | 31 maart 1993     | Beker                           | De Kuip, Rotterdam                | 0–5 (0–2)                                                                     | Edgar Davids (0–1), Dennis Bergkamp (0–2), Edgar Davids (0–3), Dennis Bergkamp (0–4), Edgar Davids (0–5) |
| 128 | Ajax – Feyenoord | 1992/93 | 9 mei 1993        | Eredivisie                      | Olympisch Stadion, Amsterdam      | 5–2 (0–3)                                                                     | Ronald de Boer (1–0), Marciano Vink (2–0), Wim Jonk (3–0), Wim Jonk (4–0), Regi Blinker (4–1), Mike Obiku (4–2), Stefan Pettersson (5–2) |
| 129 | Feyenoord – Ajax | 1993/94 | 8 augustus 1993   | Super Cup                       | De Kuip, Rotterdam                | 0–4 2 (0–1)                                                                   | Jari Litmanen (0–1), Frank de Boer (0–2), Marc Overmars (0–3), Jari Litmanen (0–4) |
| 130 | Ajax – Feyenoord | 1993/94 | 24 oktober 1993   | Eredivisie                      | Olympisch Stadion, Amsterdam      | 2–2 (1–2)                                                                     | Arnold Scholten (0–1), Harvey Esajas (0–2), Jari Litmanen (1–2), Jari Litmanen (2–2) |
| 131 | Feyenoord – Ajax | 1993/94 | 27 maart 1994     | Eredivisie                      | De Kuip, Rotterdam                | 2–1 (0–1)                                                                     | Nwankwo Kanu (0–1), John de Wolf (1–1), Ruud Heus (2–1) |
| 132 | Ajax – Feyenoord | 1994/95 | 21 augustus 1994  | Super Cup                       | Olympisch Stadion, Amsterdam      | 3–0 2 (3–0)                                                                   | Jari Litmanen (1–0), Tarik Oulida (2–0), Patrick Kluivert (3–0) |
| 133 | Ajax – Feyenoord | 1994/95 | 12 februari 1995  | Eredivisie                      | Olympisch Stadion, Amsterdam      | 4–1 (1–1)                                                                     | Finidi George (1–0), Henrik Larsson (1–1), Frank de Boer (2–1), Peter van Vossen (3–1), Danny Blind (4–1) |
| 134 | Ajax – Feyenoord | 1994/95 | 8 maart 1995      | Beker                           | Olympisch Stadion, Amsterdam      | 1–2 (1–0) (na verlenging)                                                     | Ronald de Boer (1–0), Ruud Heus (1–1), Mike Obiku (1–2) |
| 135 | Feyenoord – Ajax | 1994/95 | 18 mei 1995       | Eredivisie                      | De Kuip, Rotterdam                | 0–5 (0–1)                                                                     | Marc Overmars (0–1), Nwankwo Kanu (0–2), Nwankwo Kanu (0–3), Edgar Davids (0–4), Peter van Vossen (0–5) |
| 136 | Ajax – Feyenoord | 1995/96 | 16 augustus 1995  | Super Cup                       | De Kuip, Rotterdam                | 2–1 2 (1–1) (na verlenging)                                                   | Ronald de Boer (1–0), Henrik Larsson (1–1), Patrick Kluivert (2–1) |
| 137 | Feyenoord – Ajax | 1995/96 | 22 oktober 1995   | Eredivisie                      | De Kuip, Rotterdam                | 2–4 (2–3)                                                                     | Clemens Zwijnenberg (1–0), Henrik Larsson (2–0), Winston Bogarde (2–1), Jari Litmanen (2–2), Marc Overmars (2–3), Marc Overmars (2–4) |
| 138 | Ajax – Feyenoord | 1995/96 | 24 maart 1996     | Eredivisie                      | Olympisch Stadion, Amsterdam      | 2–0 (1–0)                                                                     | Jari Litmanen (1–0), Patrick Kluivert (2–0) |
| 139 | Feyenoord – Ajax | 1996/97 | 24 november 1996  | Eredivisie                      | De Kuip, Rotterdam                | 2–2 (2–1)                                                                     | Ronald Koeman (1–0), Ronald de Boer (1–1), Bernard Schuiteman (2–1), Patrick Kluivert (2–2) |
| 140 | Ajax – Feyenoord | 1996/97 | 23 februari 1997  | Eredivisie                      | Amsterdam ArenA, Amsterdam        | 3–0 (2–0)                                                                     | Tijjani Babangida (1–0), Patrick Kluivert (2–0), Jari Litmanen (3–0) |
| 141 | Ajax – Feyenoord | 1997/98 | 26 oktober 1997   | Eredivisie                      | Amsterdam ArenA, Amsterdam        | 4–0 (2–0)                                                                     | Jari Litmanen (1–0), Sjota Arveladze (2–0), Dani (3–0), Ronald de Boer (4–0) |
| 142 | Feyenoord – Ajax | 1997/98 | 5 april 1998      | Eredivisie                      | De Kuip, Rotterdam                | 0–1 (0–0)                                                                     | Ronald de Boer (0–1) |
| 143 | Feyenoord – Ajax | 1998/99 | 20 december 1998  | Eredivisie                      | De Kuip, Rotterdam                | 1–1 (0–1)                                                                     | Benni McCarthy (0–1), Kees van Wonderen (1–1) |
| 144 | Ajax – Feyenoord | 1998/99 | 14 april 1999     | Beker                           | Amsterdam ArenA, Amsterdam        | 2–1 (1–0)                                                                     | Wamberto (1–0), Jean-Paul van Gastel (1–1), Mario Melchiot (2–1) |
| 145 | Ajax – Feyenoord | 1998/99 | 2 mei 1999        | Eredivisie                      | Amsterdam ArenA, Amsterdam        | 6–0 (1–0)                                                                     | Jesper Grønkjær (1–0), Wamberto (2–0), Gerald Sibon (3–0), Jari Litmanen (4–0), Jari Litmanen (5–0), Sjota Arveladze (6–0) |
| 146 | Feyenoord – Ajax | 1999/00 | 8 augustus 1999   | Super Cup                       | Amsterdam ArenA, Amsterdam        | 3–2 2 (1–2)                                                                   | Jon Dahl Tomasson (1–0), Bonaventure Kalou (2–0), Richard Knopper (2–1), Jesper Grønkjær (2–2), Patrick Paauwe (3–2) |
| 147 | Ajax – Feyenoord | 1999/00 | 10 september 1999 | Eredivisie                      | Amsterdam ArenA, Amsterdam        | 2–2 (1–0)                                                                     | Richard Knopper (1–0), Wamberto (2–0), Paul Bosvelt (2–1), Bonaventure Kalou (2–2) |
| 148 | Feyenoord – Ajax | 1999/00 | 23 april 2000     | Eredivisie                      | De Kuip, Rotterdam                | 1–1 (0–1)                                                                     | Brian Laudrup (0–1), Paul Bosvelt (1–1) |
| 149 | Feyenoord – Ajax | 2000/01 | 10 december 2000  | Eredivisie                      | De Kuip, Rotterdam                | 3–1 (1–0)                                                                     | Bonaventure Kalou (1–0), Patrick Paauwe (2–0), Jon Dahl Tomasson (3–0), Ferry de Haan (E.D.) (3–1) |
| 150 | Ajax – Feyenoord | 2000/01 | 13 mei 2001       | Eredivisie                      | Amsterdam ArenA, Amsterdam        | 3–4 (2–1)                                                                     | David Connolly (0–1), Sjota Arveladze (1–1), Sjota Arveladze (2–1), Leonardo (2–2), David Connolly (2–3), Jon Dahl Tomasson (2–4), Sjota Arveladze(3–4) |
| 151 | Feyenoord – Ajax | 2001/02 | 26 augustus 2001  | Eredivisie                      | De Kuip, Rotterdam                | 1–2 (0–0)                                                                     | Zlatan Ibrahimović (0–1), Rafael van der Vaart (0–2), Jon Dahl Tomasson (1–2) |
| 152 | Ajax – Feyenoord | 2001/02 | 3 maart 2002      | Eredivisie                      | Amsterdam ArenA, Amsterdam        | 1–1 (0–0)                                                                     | Leonardo (0–1), André Bergdølmo (1–1) |
| 153 | Feyenoord – Ajax | 2002/03 | 6 oktober 2002    | Eredivisie                      | De Kuip, Rotterdam                | 1–2 (0–2)                                                                     | Wamberto (0–1), Jari Litmanen (0–2), Pierre van Hooijdonk (1–2) |
| 154 | Ajax – Feyenoord | 2002/03 | 9 februari 2003   | Eredivisie                      | Amsterdam ArenA, Amsterdam        | 1–1 (1–1)                                                                     | Zlatan Ibrahimović (1–0), Robin van Persie (1–1) |
| 155 | Feyenoord – Ajax | 2002/03 | 16 april 2003     | Beker                           | De Kuip, Rotterdam                | 1–0 (0–0)                                                                     | Paul Bosvelt (1–0) |
| 156 | Ajax – Feyenoord | 2003/04 | 30 november 2003  | Eredivisie                      | Amsterdam ArenA, Amsterdam        | 2–0 (2–0)                                                                     | Rafael van der Vaart (1–0), Rafael van der Vaart (2–0) |
| 157 | Feyenoord – Ajax | 2003/04 | 11 april 2004     | Eredivisie                      | De Kuip, Rotterdam                | 1–1 (0–0)                                                                     | Zlatan Ibrahimović (0–1), Dirk Kuijt (1–1) |
| 158 | Ajax – Feyenoord | 2004/05 | 14 november 2004  | Eredivisie                      | Amsterdam ArenA, Amsterdam        | 1–1 (1–1)                                                                     | Mauro Rosales (1–0), Dirk Kuijt (1–1) |
| 159 | Feyenoord – Ajax | 2004/05 | 17 april 2005     | Eredivisie                      | De Kuip, Rotterdam                | 2–3 (0–0)                                                                     | Salomon Kalou (1–0), Nigel de Jong (1–1), Dirk Kuijt (2–1), Zdeněk Grygera (2–2), Hedwiges Maduro (2–3) |
| 160 | Ajax – Feyenoord | 2005/06 | 28 augustus 2005  | Eredivisie                      | Amsterdam ArenA, Amsterdam        | 1–2 (0–1)                                                                     | Salomon Kalou (0–1), Dirk Kuijt (0–2), Angelos Charisteas (1–2) |
| 161 | Feyenoord – Ajax | 2005/06 | 5 februari 2006   | Eredivisie                      | De Kuip, Rotterdam                | 3–2 (2–1)                                                                     | Nicky Hofs (1–0), Markus Rosenberg (1–1), Romeo Castelen (2–1), Dirk Kuijt (3–1), Klaas-Jan Huntelaar (3–2) |
| 162 | Ajax – Feyenoord | 2005/06 | 20 april 2006     | Play-offs Europees voetbal      | Amsterdam ArenA, Amsterdam        | 3–0 (1–0)                                                                     | Mauro Rosales (1–0), John Heitinga (2–0), Klaas-Jan Huntelaar (3–0) |
| 163 | Feyenoord – Ajax | 2005/06 | 23 april 2006     | Play-offs Europees voetbal      | De Kuip, Rotterdam                | 2–4 (0–2)                                                                     | Mauro Rosales (0–1), Klaas-Jan Huntelaar (0–2), Nourdin Boukhari (0–3), Dirk Kuijt (1–3), Nicolae Mitea (1–4), Dirk Kuijt (2–4) |
| 164 | Feyenoord – Ajax | 2006/07 | 22 oktober 2006   | Eredivisie                      | De Kuip, Rotterdam                | 0–4 (0–2)                                                                     | Klaas-Jan Huntelaar (0–1), Klaas-Jan Huntelaar (0–2), Kenneth Pérez (0–3), Kenneth Pérez (0–4) |
| 165 | Ajax – Feyenoord | 2006/07 | 4 februari 2007   | Eredivisie                      | Amsterdam ArenA, Amsterdam        | 4–1 (3–1)                                                                     | Wesley Sneijder (1–0), Wesley Sneijder (2–0), Tom de Mul (3–0), Angelos Charisteas (3–1), Wesley Sneijder (4–1) |
| 166 | Feyenoord – Ajax | 2007/08 | 11 november 2007  | Eredivisie                      | De Kuip, Rotterdam                | 2–2 (1–0)                                                                     | Giovanni van Bronckhorst (1–0), Dennis Rommedahl (1–1), Siem de Jong (1–2), Jonathan de Guzman (2–2) |
| 167 | Ajax – Feyenoord | 2007/08 | 3 februari 2008   | Eredivisie                      | Amsterdam ArenA, Amsterdam        | 3–0 (2–0)                                                                     | John Heitinga (1–0), Klaas-Jan Huntelaar (2–0), Klaas-Jan Huntelaar (3–0) |
| 168 | Feyenoord – Ajax | 2008/09 | 21 september 2008 | Eredivisie                      | De Kuip, Rotterdam                | 2–2 (0–1)                                                                     | Jeffrey Sarpong (0–1), Jon Dahl Tomasson (1–1), Klaas-Jan Huntelaar (1–2), Jon Dahl Tomasson (2–2) |
| 169 | Ajax – Feyenoord | 2008/09 | 15 februari 2009  | Eredivisie                      | Amsterdam ArenA, Amsterdam        | 2–0 (0–0)                                                                     | Thomas Vermaelen (1–0), Urby Emanuelson (2–0) |
| 170 | Ajax – Feyenoord | 2009/10 | 1 november 2009   | Eredivisie                      | Amsterdam ArenA, Amsterdam        | 5–1 (1–0)                                                                     | Demy de Zeeuw (1–0), Urby Emanuelson (2–0), Gregory van der Wiel (3–0), Denny Landzaat (3–1), Demy de Zeeuw (4–1), Luis Suárez (5–1) |
| 171 | Feyenoord – Ajax | 2009/10 | 31 januari 2010   | Eredivisie                      | De Kuip, Rotterdam                | 1–1 (0–1)                                                                     | Marko Pantelić (0–1), Georginio Wijnaldum (1–1) |
| 172 | Ajax – Feyenoord | 2009/10 | 25 april 2010     | Beker (finale)                  | Amsterdam ArenA, Amsterdam        | 2–0 (2–0)                                                                     | Siem de Jong (1–0), Siem de Jong (2–0) |
| 173 | Feyenoord – Ajax | 2009/10 | 6 mei 2010        | Beker (finale)                  | De Kuip, Rotterdam                | 1–4 (0–1)                                                                     | Luis Suárez (0–1), Siem de Jong (0–2), Jon Dahl Tomasson (1–2), Siem de Jong (1–3), Luis Suárez(1–4) |
| 174 | Feyenoord – Ajax | 2010/11 | 19 september 2010 | Eredivisie                      | De Kuip, Rotterdam                | 1–2 (0–1)                                                                     | Siem de Jong (0–1), Mounir El Hamdaoui (0–2), André Bahia (1–2) |
| 175 | Ajax – Feyenoord | 2010/11 | 19 januari 2011   | Eredivisie                      | Amsterdam ArenA, Amsterdam        | 2–0 (1–0)                                                                     | Toby Alderweireld (1–0), Miralem Sulejmani (2–0) |
| 176 | Ajax – Feyenoord | 2011/12 | 23 oktober 2011   | Eredivisie                      | Amsterdam ArenA, Amsterdam        | 1–1 (0–0)                                                                     | Stefan de Vrij (0–1), Jan Vertonghen (1–1) |
| 177 | Feyenoord – Ajax | 2011/12 | 29 januari 2012   | Eredivisie                      | De Kuip, Rotterdam                | 4–2 (2–1)                                                                     | Christian Eriksen (0–1), John Guidetti (1–1), John Guidetti (2–1), Otman Bakkal (3–1), Dmitri Boelykin (3–2), John Guidetti(4–2) |
| 178 | Feyenoord – Ajax | 2012/13 | 28 oktober 2012   | Eredivisie                      | De Kuip, Rotterdam                | 2–2 (1–1)                                                                     | Christian Eriksen (0–1), Jean-Paul Boëtius (1–1), Siem de Jong (1–2), Graziano Pellè (2–2) |
| 179 | Ajax – Feyenoord | 2012/13 | 20 januari 2013   | Eredivisie                      | Amsterdam ArenA, Amsterdam        | 3–0 (2–0)                                                                     | Viktor Fischer (1–0), Viktor Fischer (2–0), Siem de Jong (3–0) |
| 180 | Ajax – Feyenoord | 2013/14 | 18 augustus 2013  | Eredivisie                      | Amsterdam ArenA, Amsterdam        | 2–1 (2–1)                                                                     | Graziano Pellè (0–1), Kolbeinn Sigþórsson (1–1), Kolbeinn Sigþórsson (2–1) |
| 181 | Ajax – Feyenoord | 2013/14 | 22 januari 2014   | Beker                           | Amsterdam ArenA, Amsterdam        | 3–1 (1–1)                                                                     | Jean-Paul Boëtius (0–1), Viktor Fischer (1–1), Bojan Krkić (2–1), Thulani Serero (3–1) |
| 182 | Feyenoord – Ajax | 2013/14 | 2 maart 2014      | Eredivisie                      | De Kuip, Rotterdam                | 1–2 (1–1)                                                                     | Graziano Pellè (1–0), Kolbeinn Sigþórsson (1–1), Joël Veltman (1–2) |
| 183 | Feyenoord – Ajax | 2014/15 | 21 september 2014 | Eredivisie                      | De Kuip, Rotterdam                | 0–1 (0–1)                                                                     | Ricardo van Rhijn (0–1) |
| 184 | Ajax – Feyenoord | 2014/15 | 25 januari 2015   | Eredivisie                      | Amsterdam ArenA, Amsterdam        | 0–0 (0–0)                                                                     | |
| 185 | Feyenoord – Ajax | 2015/16 | 28 oktober 2015   | Beker                           | De Kuip, Rotterdam                | 1–0 (0–0)                                                                     | Joël Veltman (E.D.) (1–0) |
| 186 | Feyenoord – Ajax | 2015/16 | 8 november 2015   | Eredivisie                      | De Kuip, Rotterdam                | 1–1 (1–0)                                                                     | Sven van Beek (1–0), Davy Klaassen (1–1) |
| 187 | Ajax – Feyenoord | 2015/16 | 7 februari 2016   | Eredivisie                      | Amsterdam ArenA, Amsterdam        | 2–1 (1–1)                                                                     | Jens Toornstra (0–1), Amin Younes (1–1), Riechedly Bazoer (2–1) |
| 188 | Feyenoord – Ajax | 2016/17 | 23 oktober 2016   | Eredivisie                      | De Kuip, Rotterdam                | 1–1 (0–0)                                                                     | Kasper Dolberg (0–1), Dirk Kuijt (1–1) |
| 189 | Ajax – Feyenoord | 2016/17 | 2 april 2017      | Eredivisie                      | Amsterdam ArenA, Amsterdam        | 2–1 (2–0)                                                                     | Lasse Schöne (1–0), David Neres (2–0), Michiel Kramer (2–1) |
| 190 | Feyenoord – Ajax | 2017/18 | 22 oktober 2017   | Eredivisie                      | De Kuip, Rotterdam                | 1–4 (0–0)                                                                     | Klaas-Jan Huntelaar (0–1), Jens Toornstra (1–1), Kasper Dolberg (1–2), Siem de Jong (1–3) , Kasper Dolberg (1–4) |
| 191 | Ajax – Feyenoord | 2017/18 | 21 januari 2018   | Eredivisie                      | Amsterdam ArenA, Amsterdam        | 2–0 (0–0)                                                                     | Donny van de Beek (1–0), Klaas-Jan Huntelaar (2–0) |
| 192 | Ajax – Feyenoord | 2018/19 | 28 oktober 2018   | Eredivisie                      | Johan Cruijff ArenA, Amsterdam    | 3–0 (2–0)                                                                     | Justin Bijlow (E.D.) (1–0), Hakim Ziyech (2–0), Dušan Tadić (3–0) |
| 193 | Feyenoord – Ajax | 2018/19 | 27 januari 2019   | Eredivisie                      | De Kuip, Rotterdam                | 6-2 (3–2)                                                                     | Lasse Schöne (0–1), Jens Toornstra (1–1), Steven Berghuis (2–1), Hakim Ziyech (2–2), Robin van Persie (3–2), Robin van Persie (4–2), Tonny Vilhena (5–2), Yassin Ayoub (6–2) |
| 194 | Feyenoord – Ajax | 2018/19 | 27 februari 2019  | Beker                           | De Kuip, Rotterdam                | 0–3 (0–1)                                                                     | Matthijs de Ligt (0–1), Nicolás Tagliafico (0–2), Donny van de Beek (0–3) |
| 195 | Ajax – Feyenoord | 2019/20 | 27 oktober 2019   | Eredivisie                      | Johan Cruijff ArenA, Amsterdam    | 4–0 (4–0)                                                                     | Hakim Ziyech (1–0), Nicolás Tagliafico (2–0), David Neres (3–0), Donny van de Beek (4–0) |
| 196 | Feyenoord – Ajax | 2019/20 | 22 maart 2020     | Eredivisie                      | De Kuip, Rotterdam                | Niet gespeeld                                                                 | Deze wedstrijd werd verboden vanwege maatregelen voor het bestrijden van het coronavirus in Nederland. |
| 196 | Ajax – Feyenoord | 2020/21 | 17 januari 2021   | Eredivisie                      | Johan Cruijff ArenA, Amsterdam    | 1–0 (1–0)                                                                     | Ryan Gravenberch (1–0) |
| 197 | Feyenoord – Ajax | 2020/21 | 9 mei 2021        | Eredivisie                      | De Kuip, Rotterdam                | 0–3 (0–1)                                                                     | Marcos Senesi (E.D.) (0–1), Ridgeciano Haps (E.D.) (0–2), Mohammed Kudus (0–3) |
| 198 | Feyenoord – Ajax | 2021/22 | 19 december 2021  | Eredivisie                      | De Kuip, Rotterdam                | 0–2 (0–1)                                                                     | Marcos Senesi (E.D.) (0–1), Dušan Tadić (0–2) |
| 199 | Ajax – Feyenoord | 2021/22 | 20 maart 2022     | Eredivisie                      | Johan Cruijff ArenA, Amsterdam    | 3–2 (1–2)                                                                     | Luis Sinisterra (0–1), Sébastien Haller (1–1), Guus Til (1–2), Dušan Tadić (2–2), Antony (3–2) |
| 200 | Feyenoord – Ajax | 2022/23 | 22 januari 2023   | Eredivisie                      | De Kuip, Rotterdam                | 1–1 (1–0)                                                                     | Igor Paixão (1–0), Davy Klaassen (1–1) |
| 201 | Ajax – Feyenoord | 2022/23 | 19 maart 2023     | Eredivisie                      | Johan Cruijff ArenA, Amsterdam    | 2–3 (2–1)                                                                     | Santiago Giménez (0–1), Edson Álvarez (1–1), Dušan Tadić (2–1), Sebastian Szymański (2–2), Lutsharel Geertruida (2–3) |
| 202 | Feyenoord – Ajax | 2022/23 | 5 april 2023      | Beker                           | De Kuip, Rotterdam                | 1–2 (1–1)                                                                     | Dušan Tadić (0–1), Santiago Giménez (1–1), Davy Klaassen (1–2) |
| 203 | Ajax – Feyenoord | 2023/24 | 24 september 2023 | Eredivisie                      | Johan Cruijff ArenA, Amsterdam    | Gestaakt 55' (0–3)                                                            | Santiago Giménez (0–1), Santiago Giménez (0–2), Igor Paixão (0–3), Santiago Giménez (0–4) |
| 203 | Ajax – Feyenoord | 2023/24 | 27 september 2023 | Eredivisie                      | Johan Cruijff ArenA, Amsterdam    | 0–4 (0–3) Na het uitspelen van het restant van de wedstrijd vanaf 55e minuut. | Santiago Giménez (0–1), Santiago Giménez (0–2), Igor Paixão (0–3), Santiago Giménez (0–4) |
| 204 | Feyenoord – Ajax | 2023/24 | 7 april 2024      | Eredivisie                      | De Kuip, Rotterdam                | 6–0 (3–0)                                                                     | Igor Paixão (1–0), Yankuba Minteh (2–0), Dávid Hancko (3–0), Yankuba Minteh (4–0), Igor Paixão (5–0), Quinten Timber (6–0) |
| 205 | Feyenoord – Ajax | 2024/25 | 30 oktober 20243  | Eredivisie                      | De Kuip, Rotterdam                | 0–2 (0–2)                                                                     | Kenneth Taylor (0–1), Jorrel Hato (0–2) |
| 206 | Ajax – Feyenoord | 2024/25 | 2 februari 2025   | Eredivisie                      | Johan Cruijff ArenA, Amsterdam    | 2–1 (1–0)                                                                     | Brian Brobbey (1-0), Quinten Timber (1-1), Kenneth Taylor (2–1) |

1: De uitslag was oorspronkelijk 2–3, maar na protest werd het doelpunt van Theo Brokmann geschrapt.
2: Gespeeld op neutraal terrein.
3: De wedstrijd was oorspronkelijk gepland voor 1 september 2024, maar werd wegens een staking van politieagenten uitgesteld tot 30 oktober 2024.

## Statistieken

### Overzicht
| Wedstrijden | Wedstrijden         | Wedstrijden | Wedstrijden | Wedstrijden | Wedstrijden | Wedstrijden | Wedstrijden | Wedstrijden | Wedstrijden |
| Competitie | Competitie          | W           | AJA         | G           | FEY         | DAJA        | DFEY        |             |             |
| --- | ------------------- | ----------- | ----------- | ----------- | ----------- | ----------- | ----------- | ----------- | ----------- |
| AJA | Internationaal      | 1           | 1           | 0           | 0           | 4           | 2           |             |             |
| AJA | Super Cup           | 4           | 3           | 0           | 1           | 11          | 4           |             |             |
| AJA | Competitie          | 169         | 76          | 45          | 48          | 348         | 266         |             |             |
| AJA | Play-offs Nationaal | 5           | 3           | 0           | 2           | 15          | 13          |             |             |
| AJA | Beker               | 18          | 9           | 1           | 8           | 33          | 22          |             |             |
| FEY | Overig              | 7           | 1           | 3           | 3           | 12          | 15          |             |             |
| AJA | TOTAAL              | 204         | 93          | 49          | 62          | 423         | 322         |             |             |
| AJA | Amsterdam           | 96          | 50          | 21          | 25          | 210         | 124         |             |             |
| AJA | Rotterdam           | 100         | 38          | 27          | 35          | 190         | 186         |             |             |
| AJA | Neutraal *          | 8           | 5           | 1           | 2           | 23          | 12          |             |             |
| W - wedstrijden; G - gelijkspel; AJA - overwinningen Ajax; FEY - overwinningen Feyenoord; DAJA - doelpunten Ajax; DFEY - doelpunten Feyenoord;                                                                |                     |             |             |             |             |             |             |             |             |
| * Deze wedstrijden werden officieel op neutraal terrein gehouden, zoals finales om de Beker, de Super Cup tot en met 2017 en de Intertoto Cup, ondanks dat ze altijd in De Kuip of de ArenA werden afgewerkt. |                     |             |             |             |             |             |             |             |             |
| geactualiseerd t/m 7 april 2024 |                     |             |             |             |             |             |             |             |             |

### Hattricks
| Betekenis | Betekenis                               |
| --------- | --------------------------------------- |
| 4         | Speler maakte 4 doelpunten              |
| 5         | Speler maakte 5 doelpunten              |
| +         | Speler maakte een hattrick als invaller |

Onderstaande tabel geeft een weergave van de hattricks die zijn gemaakt sinds de eerste Klassieker in 1921, gerangschikt op datum.
| №  | Speler              | Nationaliteit | Voor      | Datum                |
| -- | ------------------- | ------------- | --------- | -------------------- |
| 1  | Piet van Reenen     | Nederland     | Ajax      | 1 mei 1932           |
| 2  | Piet Oudendijk 4    | Nederland     | Ajax      | 8 oktober 1933       |
| 3  | Bob ten Have        | Nederland     | Ajax      | 11 november 1934     |
| 4  | Daan den Bleijker 4 | Nederland     | Feyenoord | 11 november 1956     |
| 5  | Guus van Ham        | Nederland     | Ajax      | 5 april 1959         |
| 6  | Wim Bleijenberg     | Nederland     | Ajax      | 26 mei 1960          |
| 7  | Riny van Woerden    | Nederland     | Feyenoord | 6 juni 1960          |
| 8  | Henk Schouten 4     | Nederland     | Feyenoord | 28 augustus 1960     |
| 9  | Hans Venneker 5     | Nederland     | Feyenoord | 29 november 1964     |
| 10 | Ruud Geels 5        | Nederland     | Ajax      | 1 november 1975      |
| 11 | Marco van Basten    | Nederland     | Ajax      | 18 september 1983    |
| 12 | Edgar Davids        | Nederland     | Ajax      | 31 maart 1993        |
| 13 | Sjota Arveladze     | Georgië       | Ajax      | 13 mei 2001          |
| 14 | Wesley Sneijder     | Nederland     | Ajax      | 4 februari 2007      |
| 15 | John Guidetti       | Zweden        | Feyenoord | 29 januari 2012      |
| 16 | Santiago Giménez    | Mexico        | Feyenoord | 24/27 september 2023 |

## Supportersrellen en ongeregeldheden
Sinds medio jaren zeventig zijn er diverse rellen geweest tussen supporters van beide clubs, naast vernielingen in stadions. De bekendste is de slag bij Beverwijk op 23 maart 1997, waarbij een Ajax-supporter om het leven kwam. Meestal richt het geweld zich op supporters van de tegenpartij, maar in 2004 werden op Sportpark De Toekomst, bij een wedstrijd van de beloftenelftallen, spelers van Feyenoord (onder anderen Robin van Persie) aangevallen door Ajax-hooligans. Op 22 oktober 1989 vond het spijkerbomincident plaats.
Een beperkt aantal voorbeelden van confrontaties van supporters of ongeregeldheden tussen beide clubs zijn:
- 15 februari 2009 - Ajaxsupporters bestormen bij de ArenA de aanhang van Feyenoord. De ME moet eraan te pas komen om de orde te herstellen. Dertig supporters worden gearresteerd.
- 7 december 2008 - Ajaxsupporters verlaten bij Capelle aan den IJssel hun gestrande trein en trekken over het spoor richting De Kuip. Bij het stadion zijn er ongeregeldheden.
- 17 april 2005 - Het loopt helemaal uit de hand in Rotterdam. Feyenoord- en Ajaxsupporters bekogelen elkaar bij het station naast het Feyenoordstadion. De ME drijft de supportersgroepen uiteen, maar groepen relschoppers blijven de politie urenlang uitdagen. Het zijn een van de ergste voetbalrellen ooit in Nederland. 52 agenten raken gewond, er is voor tonnen aan schade.
- 15 april 2004 - Bij een wedstrijd tussen Jong Ajax en Jong Feyenoord bestormen zo'n 50 Ajaxfans het veld. Ze hebben het gemunt op de jonge Feyenoordspelers, die worden geschopt en geslagen. De Chileen Jorge Acuña houdt er een hersenschudding aan over.
- 11 april 2004 - Bij ongeregeldheden in Rotterdam arresteert de politie 61 relschoppers.
- 23 februari 1997 -  Brand gesticht in een kiosk in de ArenA.[12][13]
- 12 februari 1995 - Rellen met de politie.[14]
- 9 maart 1980 - Ongeregeldheden voor en na de wedstrijd in het Olympisch Stadion en daarbuiten tot in de avond. Een tv-technicus van de NOS werd voor de wedstrijd in elkaar geslagen met een ijzeren staaf. Hierdoor kon de wedstrijd amper uitgezonden worden. In het Olympisch Stadion werden vernielingen aangericht. Hier werden banken gesloopt en naar beneden gegooid. In de rust gooiden Ajax- en Feyenoordsupporters met stenen naar elkaar. Daarnaast werd in een ruimte onder een tribune voor 900 gulden gestolen en verscheidene souvenirs geplunderd. De politie voerde enkele charges uit tegen rookbommen- en stenengooiers. 11 mensen raakten gewond door rondvliegende stenen waaronder 4 politieagenten en 1 persoon werd aangehouden voor openlijke geweldpleging. Voor de wedstrijd werden stenen en rookbommen gegooid op het Stadionplein door Feyenoordsupporters. Ook in de bussen tussen het Stadionplein en het Olympisch Stadion kwam het tot incidenten. Zo werd er met stenen gegooid naar bussen met Feyenoordsupporters. Daarnaast werd een tram vernield. Na de wedstrijd was het opnieuw onrustig op het Stadionplein en de buurten ver daarbuiten. Straten werden opengebroken en er werd gegooid met brandbommen. De politie voerde opnieuw charges uit.[15][16]

Sinds 2009 (zie 15 februari 2009) is er sprake van een wederzijds stadionverbod voor de 'uit-supporters' van beide clubs; dit houdt in dat Ajax-Feyenoord zonder Feyenoord-supporters wordt gespeeld en Feyenoord-Ajax zonder Ajax-supporters. Ook na 2009 zijn er nog diverse confrontaties tussen beide supportersgroepen geweest.
In mei 2019 werd de kampioenswedstrijd op De Toekomst tussen Ajax onder 19 en Feyenoord onder 19 gestaakt nadat Ajaxsupporters familieleden van de spelers van Feyenoord belaagden. Tijdens de wedstrijd van 19 december 2021 werd de Ajax bus belaagd door honderden relschoppers met vuurwerk en rookbommen. Circa 100 relschoppers keerden zich tegen de politie. Daarnaast moest de ME ingezet worden om de orde te herstellen. 
Tijdens de wedstrijd van 22 januari 2023 kwam het elftal van Ajax aan in Rotterdam in een anonieme bus.
Bij de wedstrijd op 5 april 2023 in de halve finale van de KNVB beker raakte Davy Klaassen gewond aan zijn hoofd door een voorwerp dat gegooid werd uit het publiek.
Op 24 september 2023 werd Ajax-Feyenoord in de Johan Cruijff ArenA na 55 minuten bij een 0-3-stand gestaakt, omdat er herhaaldelijk vuurwerk op het veld was gekomen. Na afloop waren er rellen waarbij de ME moest ingrijpen. 15 supporters werden aangehouden en 2 agenten raakten gewond. De wedstrijd werd op 27 september 2023 zonder publiek in de Johan Cruijff ArenA uitgespeeld. De uitslag 0-4 betekende de grootste overwinning van Feyenoord bij Ajax ooit in een erkende wedstrijd. De door de KNVB ingestelde nacompetitie van het seizoen 1959/60 werd door de UEFA niet erkend, dus ook de wedstrijd Ajax-Feyenoord 1-6 op 6 juni 1960 niet.
Op 27 augustus 2024 werd besloten om de Klassieker op 1 september 2024 uit te stellen, omdat de gemeente van Rotterdam de wedstrijd had verboden na aankondiging van staking door politieagenten.